# رزیدنس مونیخ

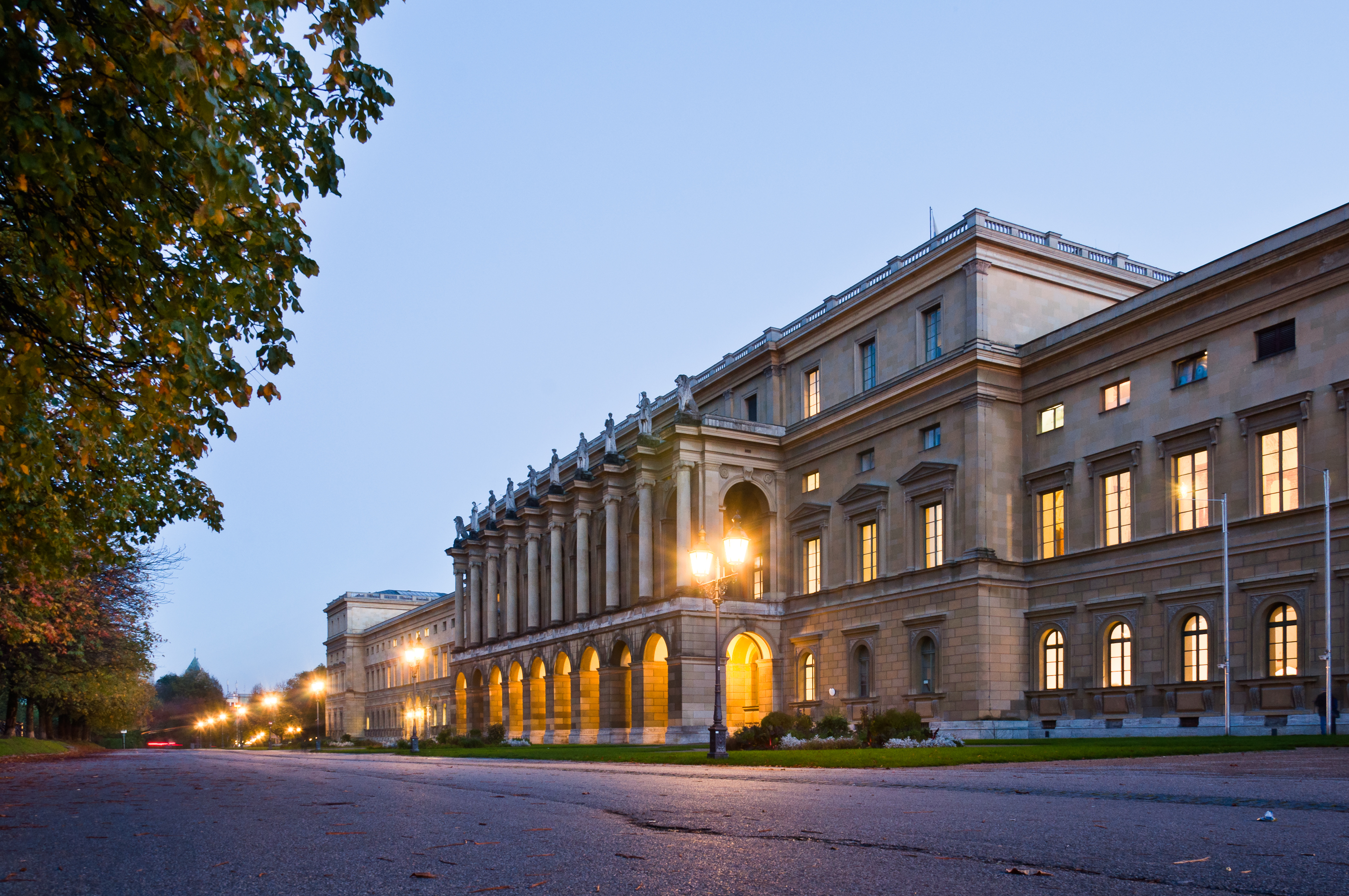
نمایی از رزیدنس مونیخ.

رزیدنس مونیخ (انگلیسی: Munich Residenz) که در مرکز مونیخ قرار دارد، کاخ سلطنتی سابق پادشاهان وتلسباخ بایرن است. رزیدنس بزرگترین کاخ در آلمان است و امروزه این مجموعه سلطنتی سابق، برای بازدیدکنندگان معماری، تزئینات اتاق و نمایش باز است.

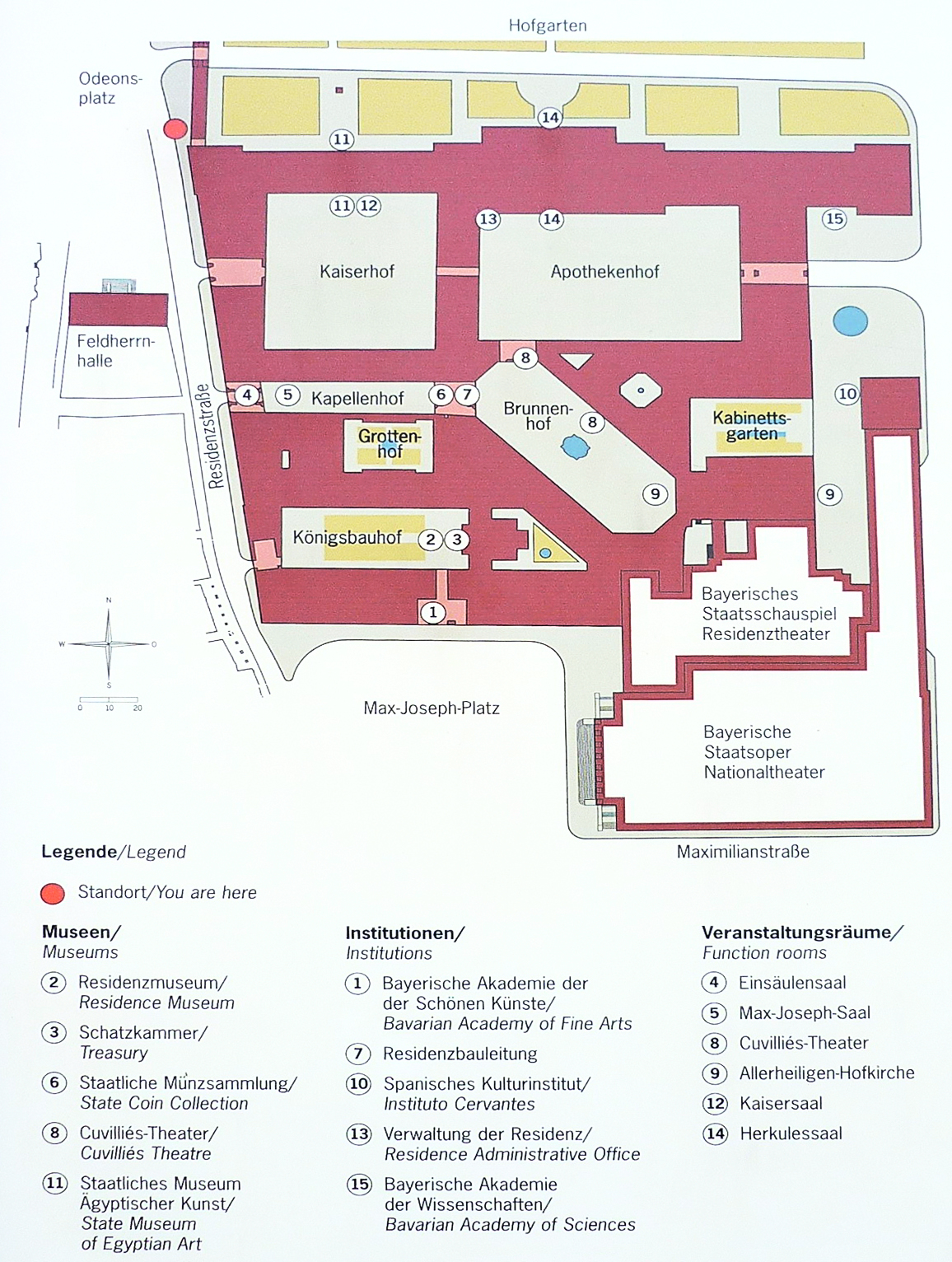
نقشه رزیدنس

## نگارخانه

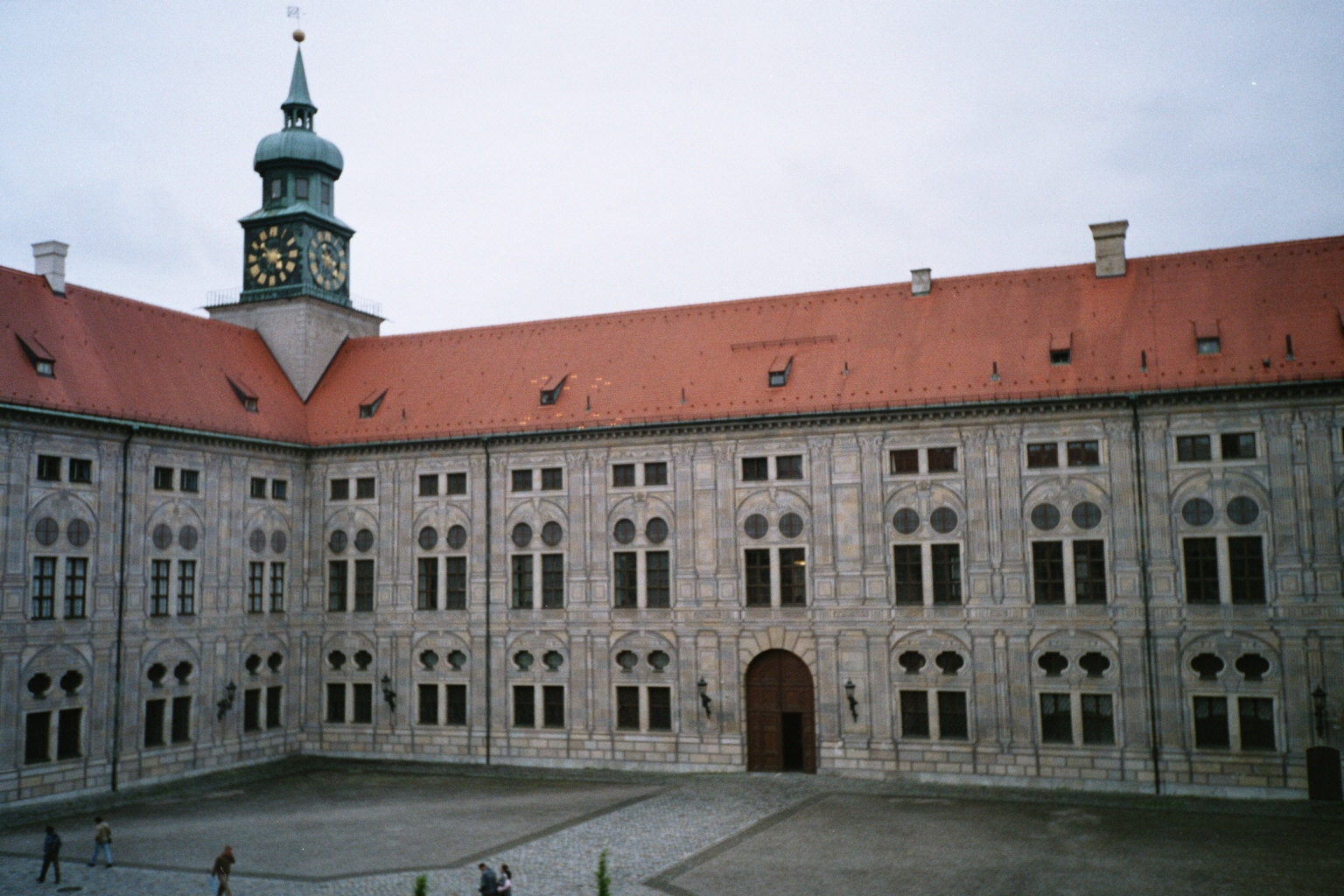
حیاط
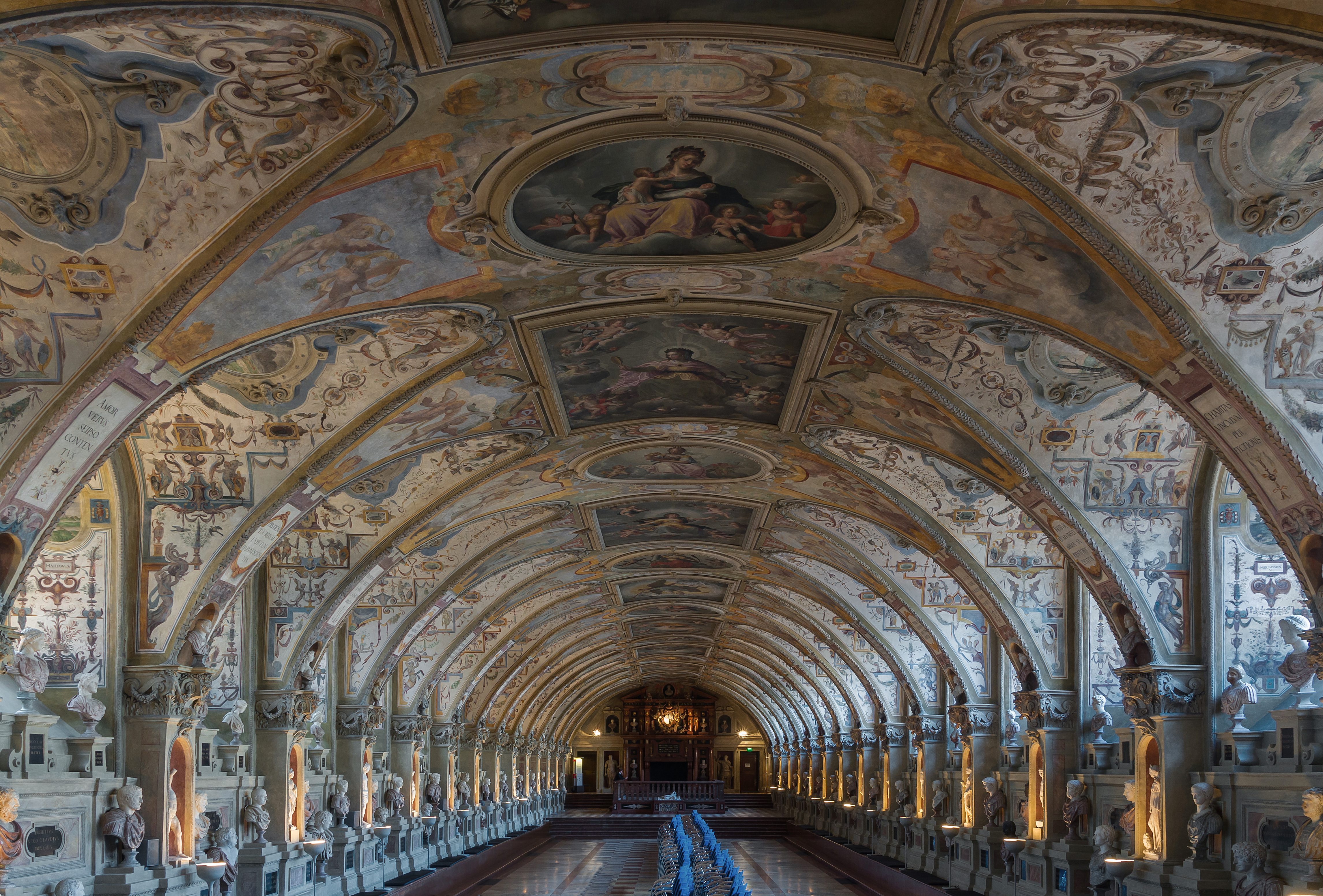
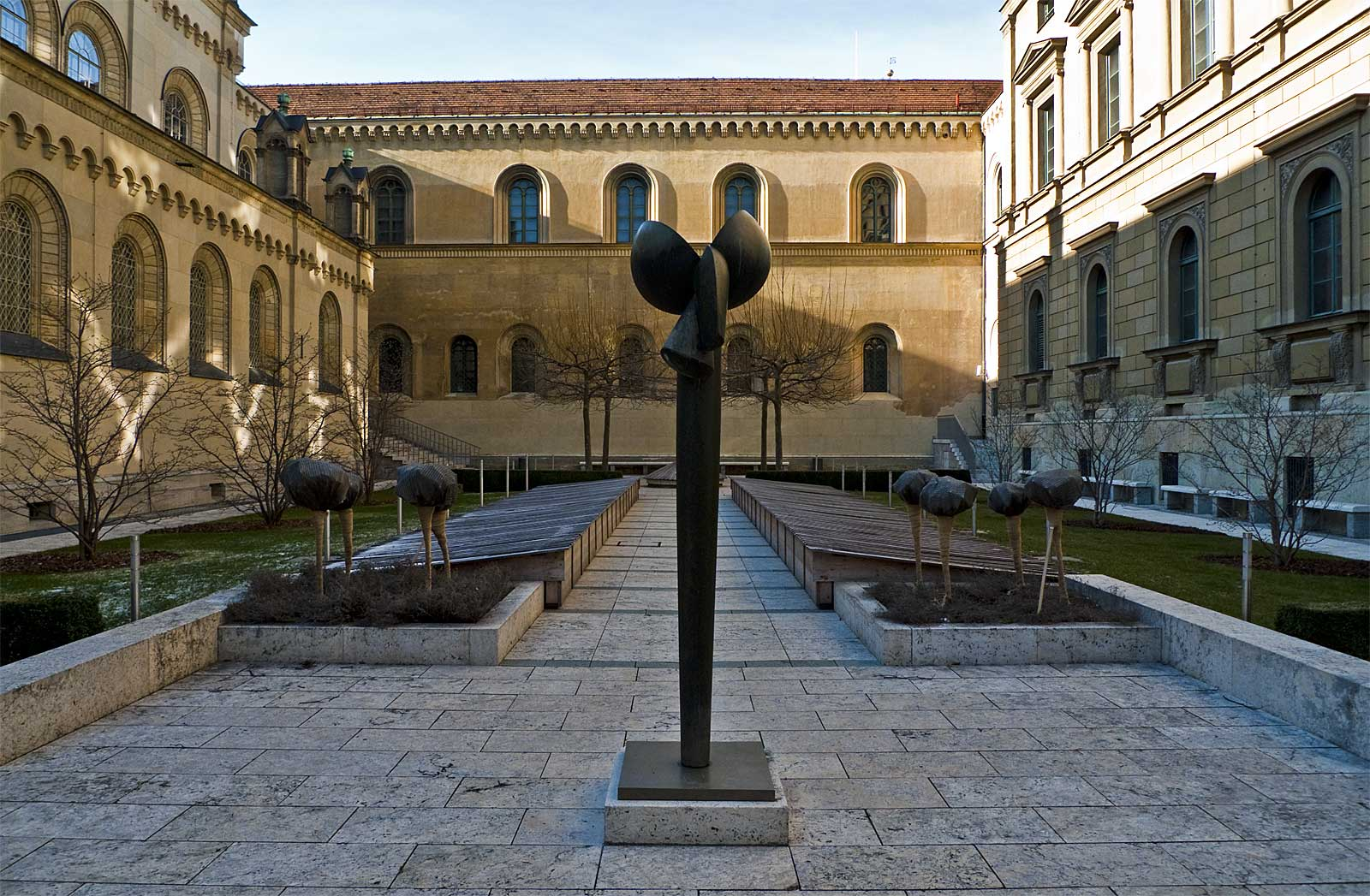
Kabinettsgarten of the Residenz, next to the Court Church of All Saints
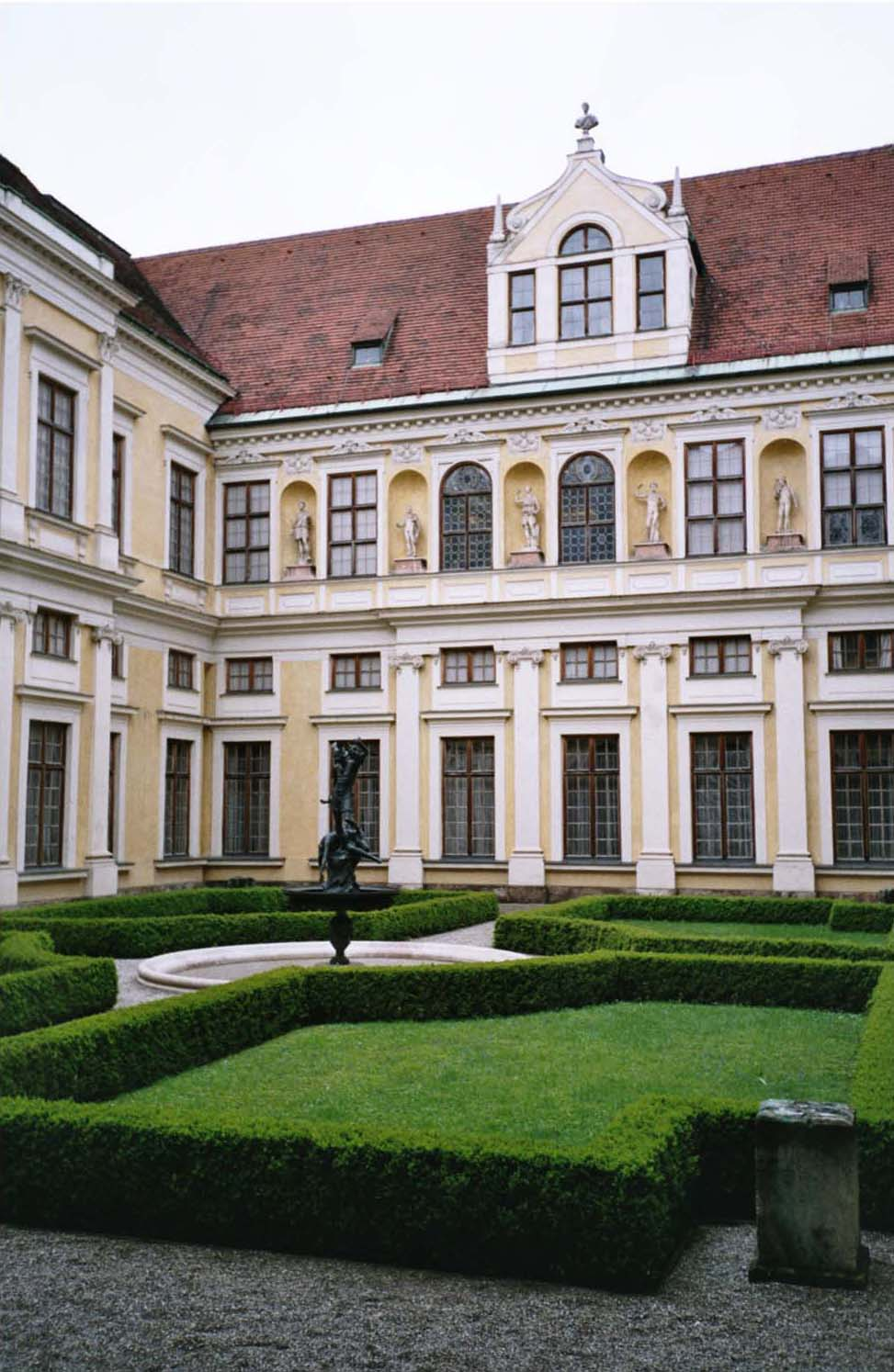
حیاط گروتنهاف
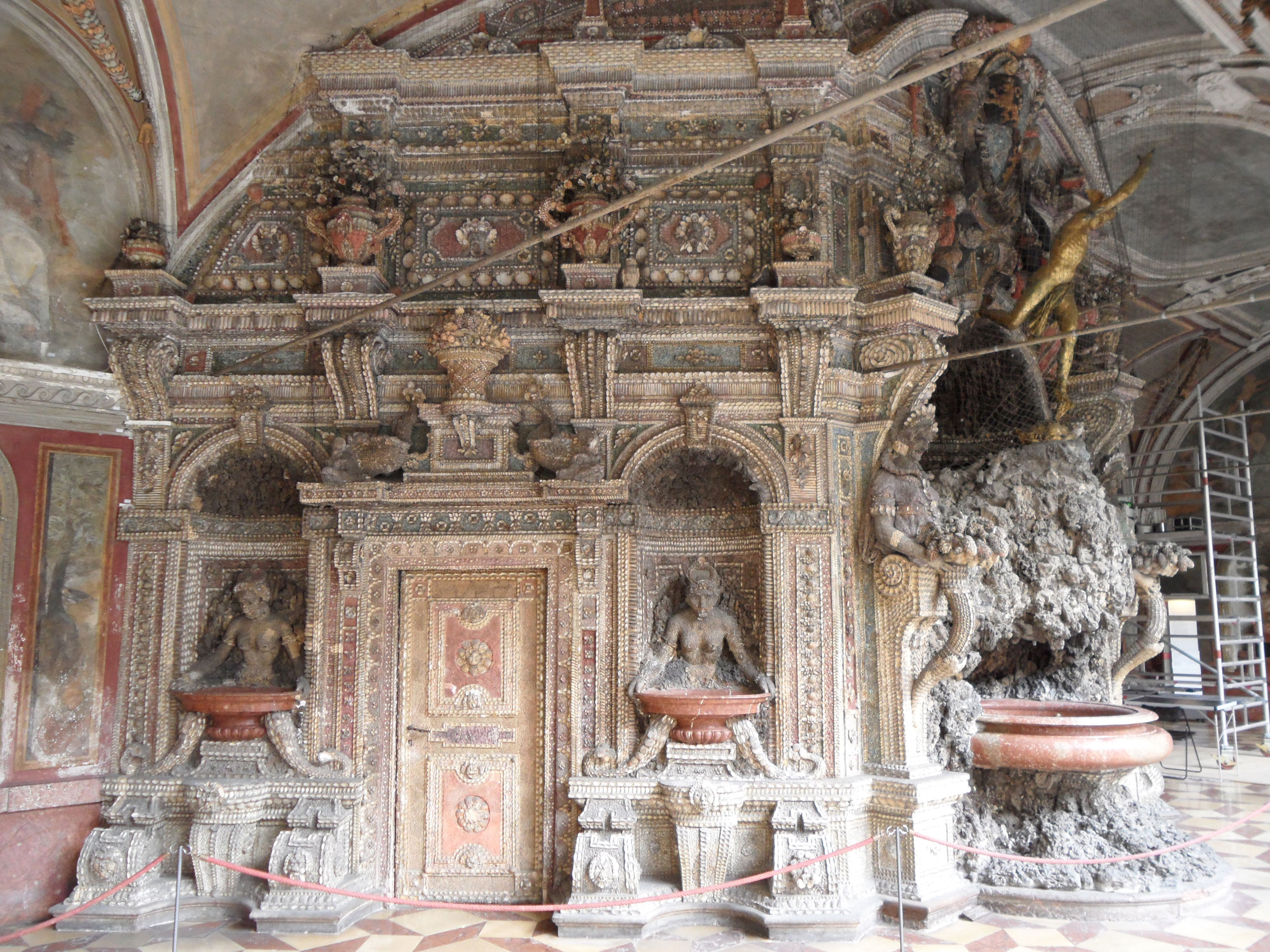
گروتنهاف
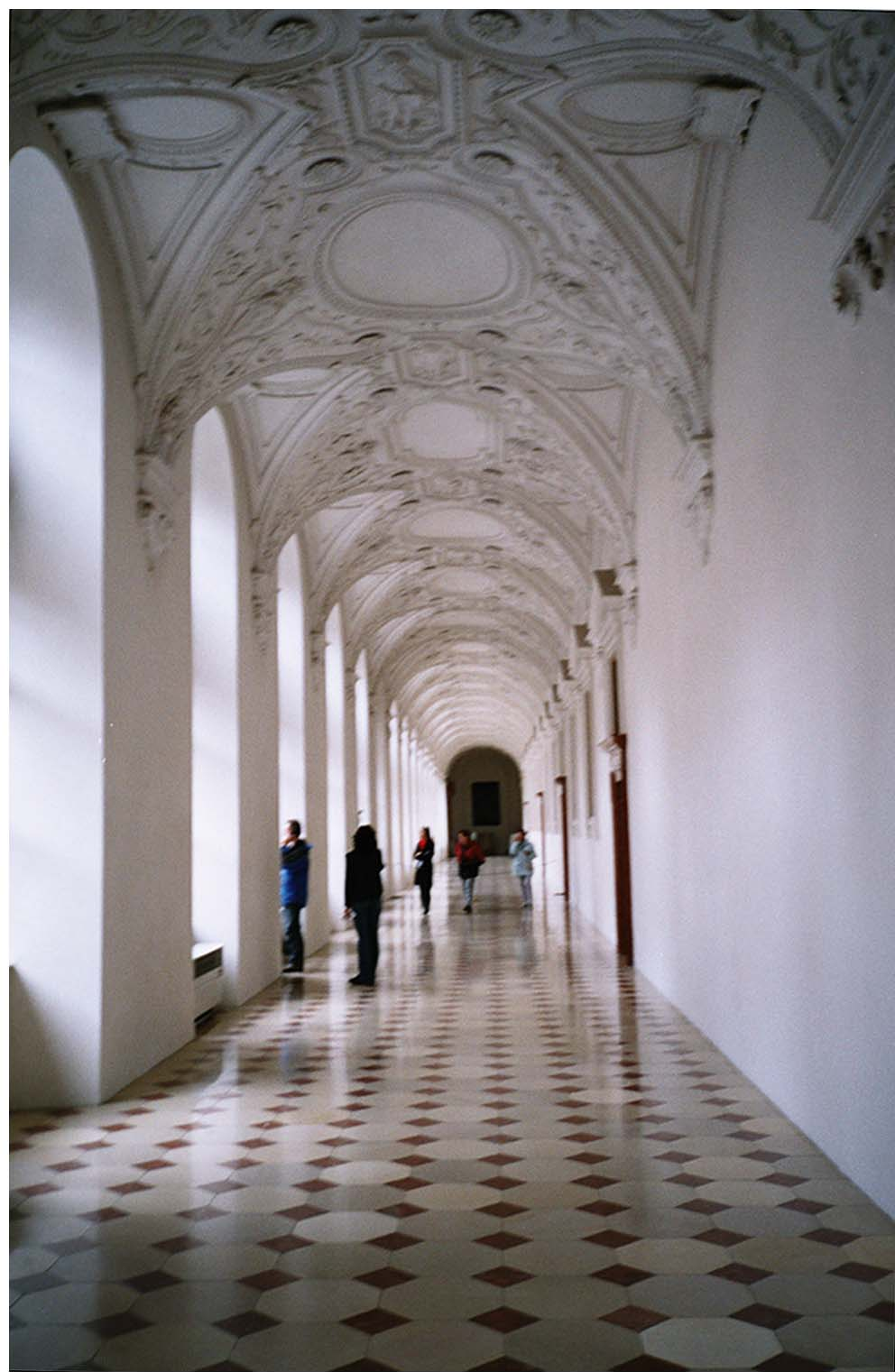
راهرو
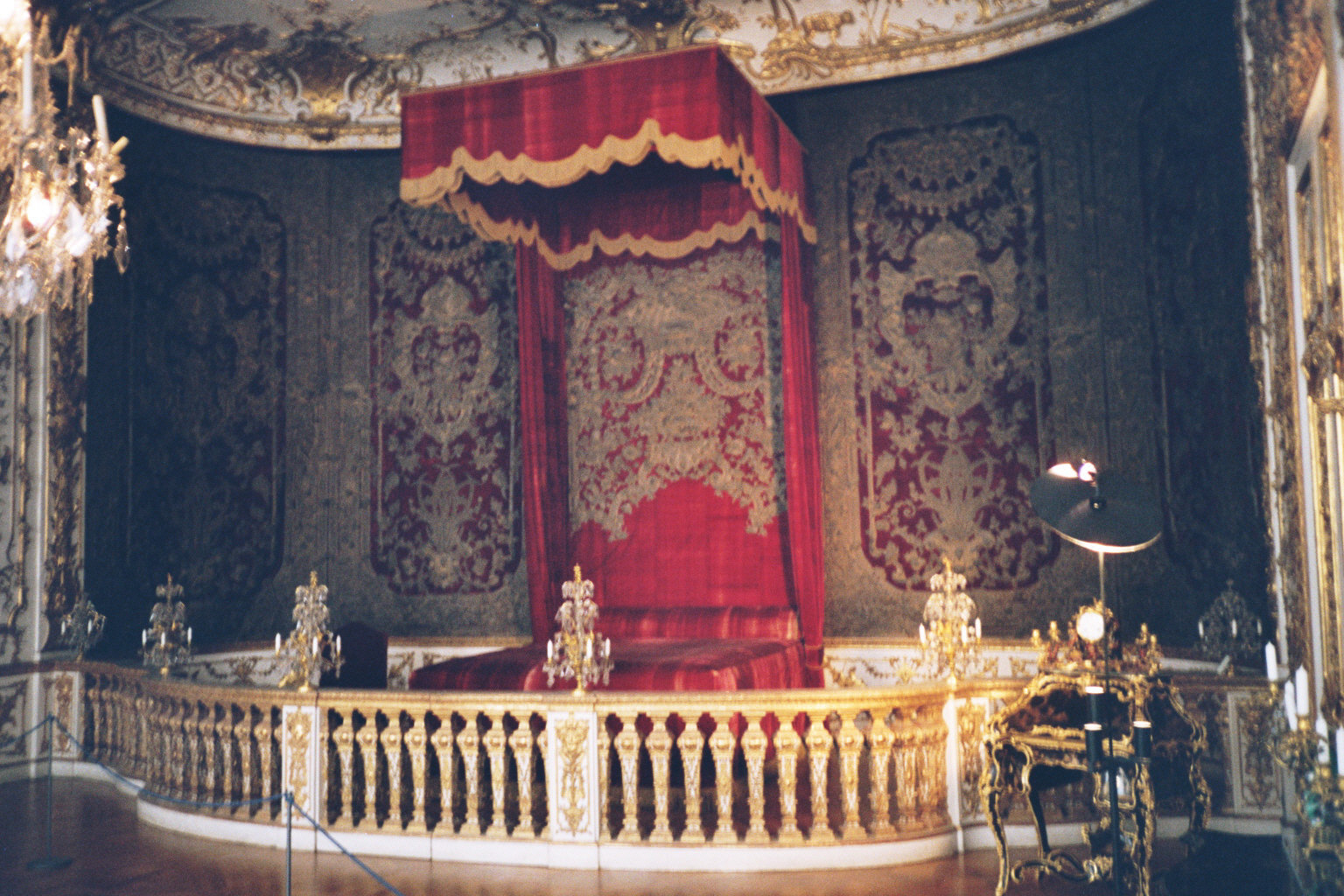
خواب مخصوص سلطنتی
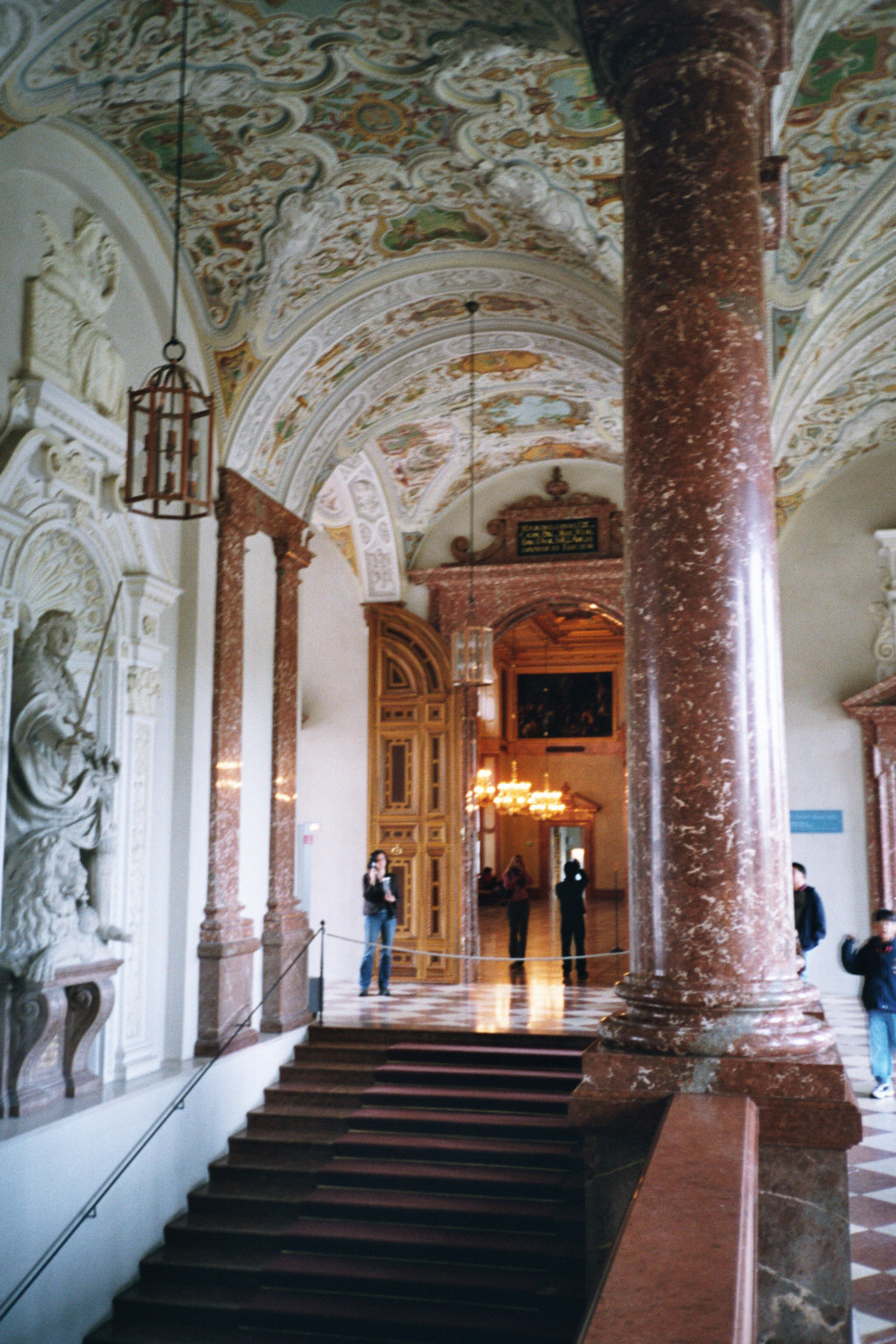
پله‌ها
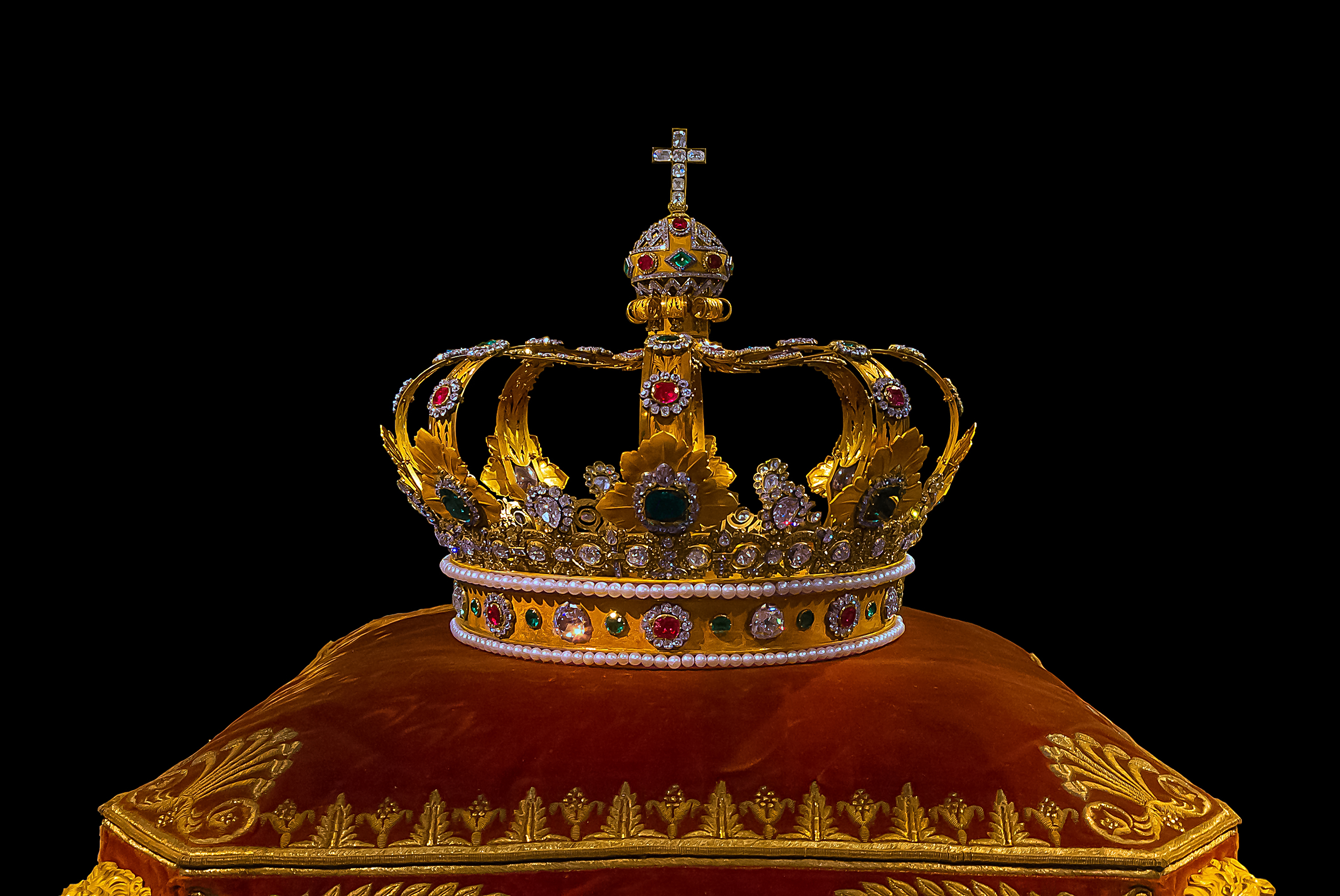
تاج سلطنتی پادشاهی باوریا
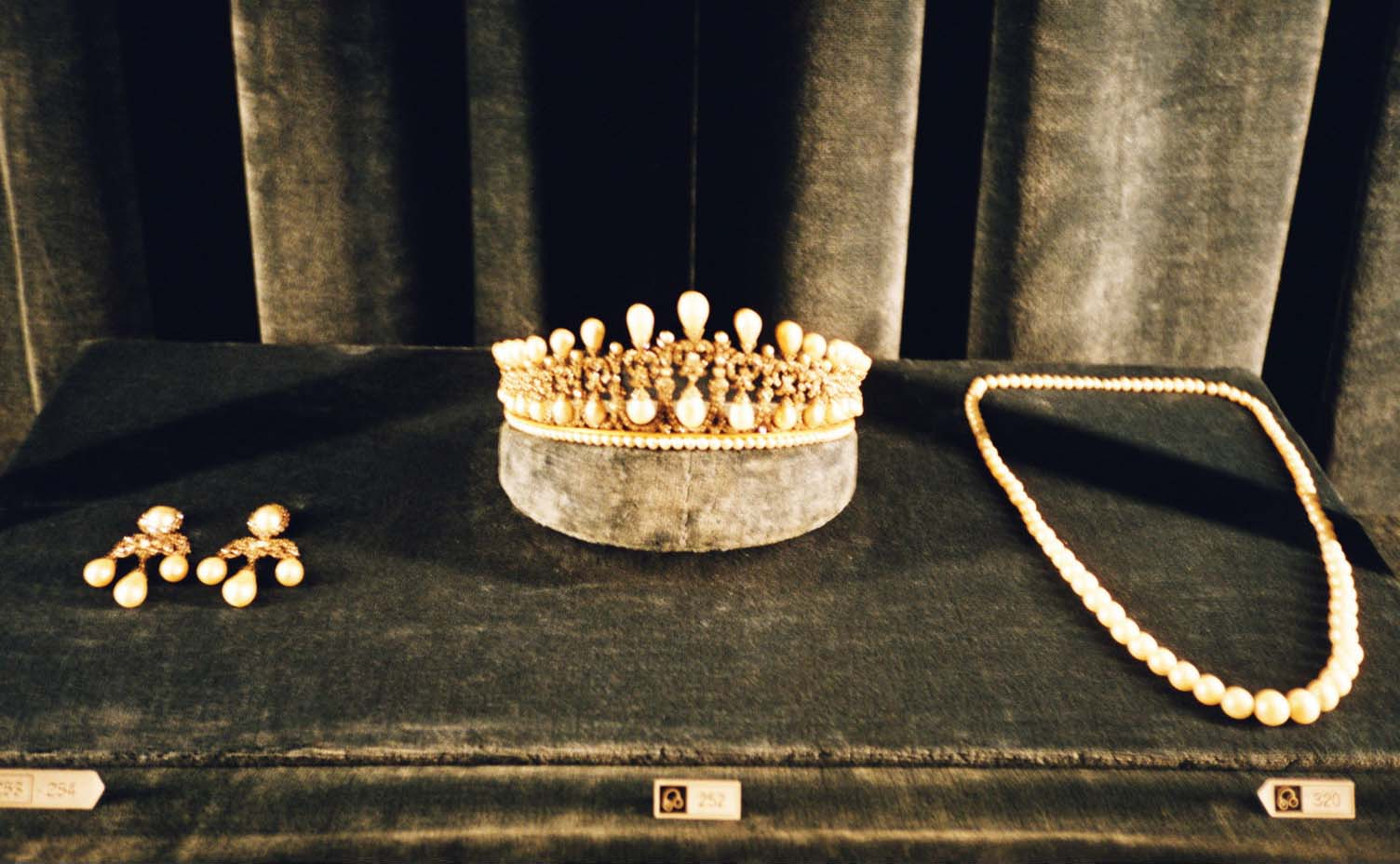
مروارید ملکه، خزانه
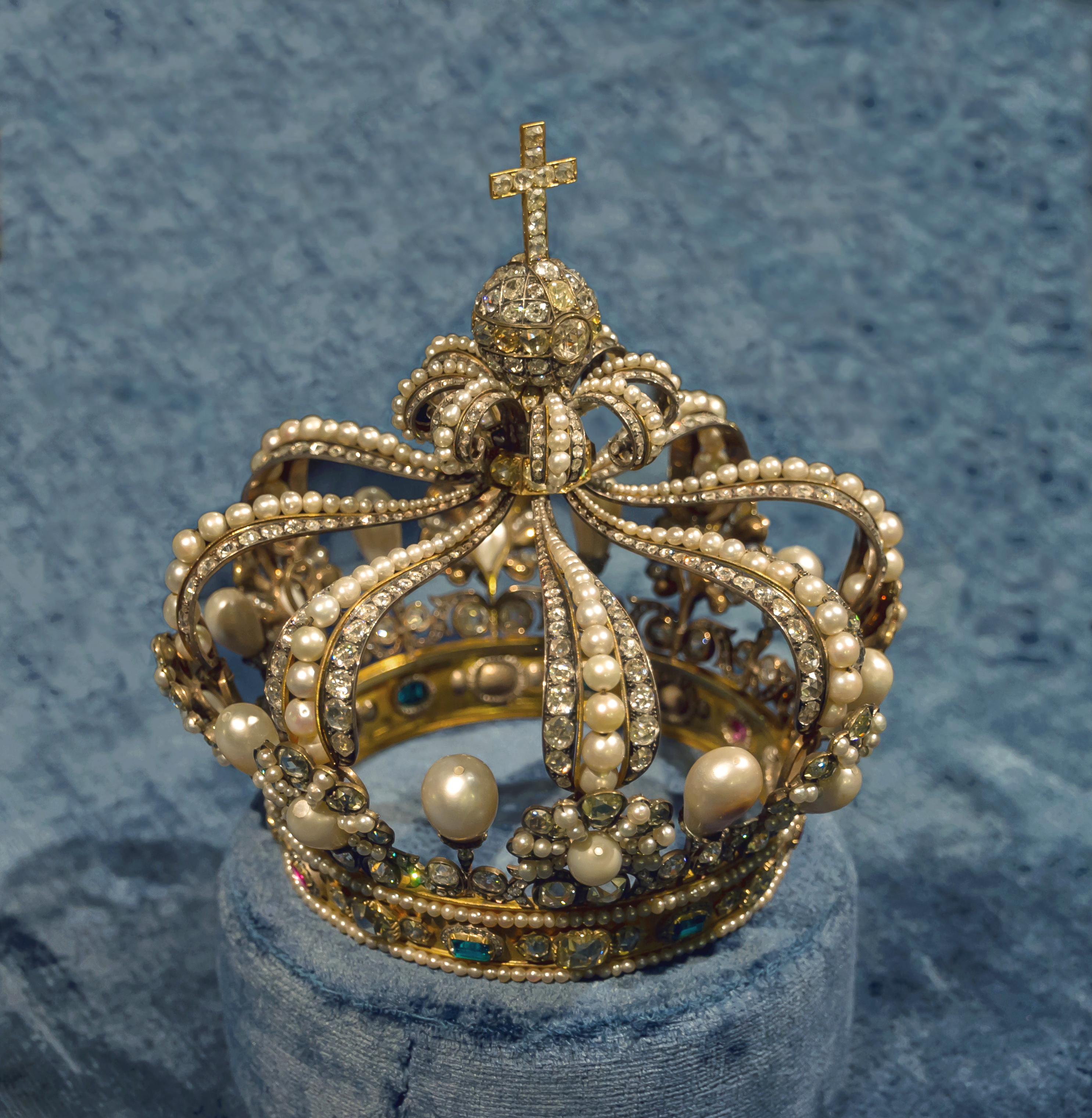
نگاره‌ای از تاج مرواریدنشان متعلق به ملکهٔ باواریا در خزانهٔ کاخ رزیدنس
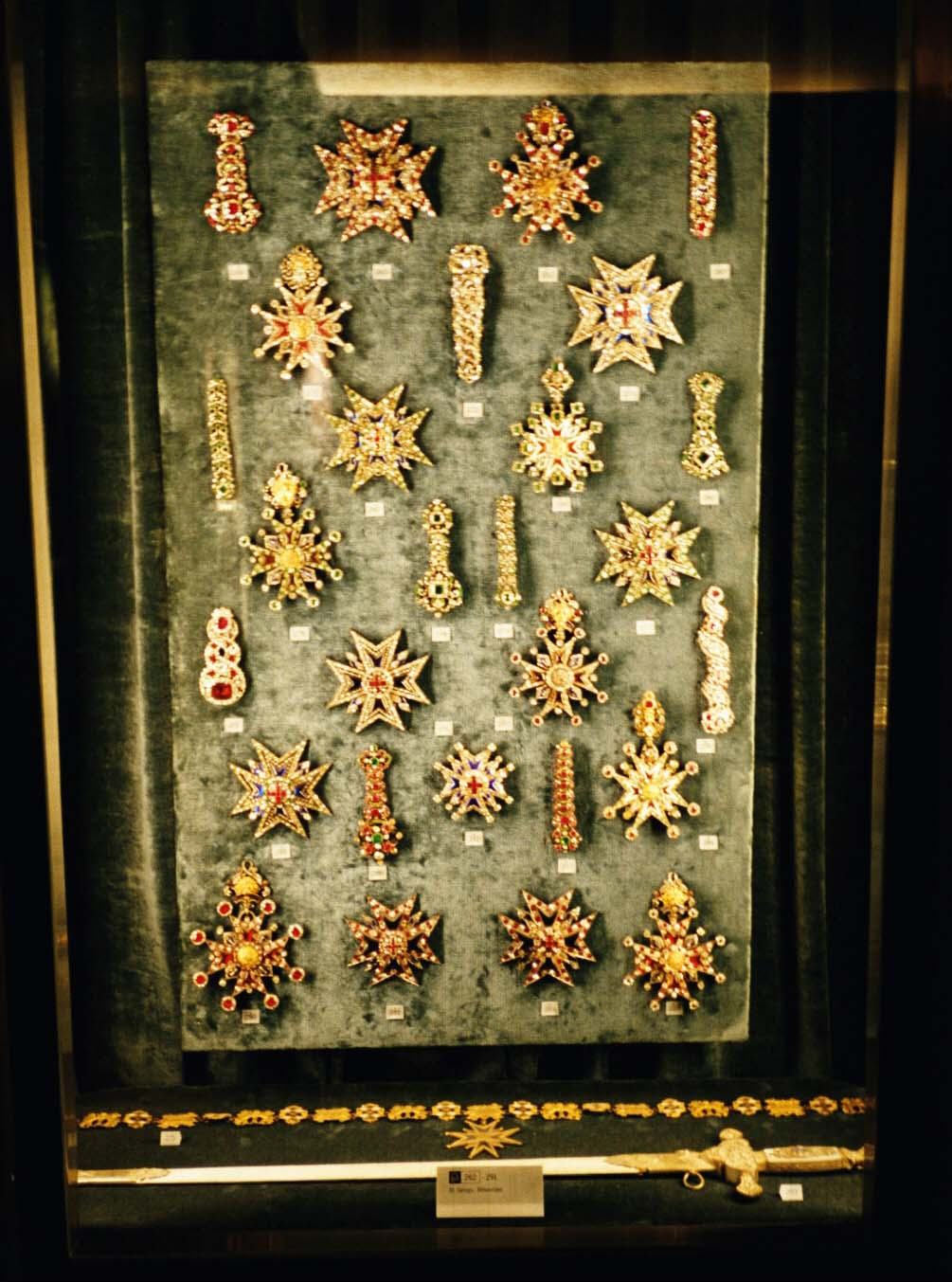
برخی سفارشها، گنجینه‌ها
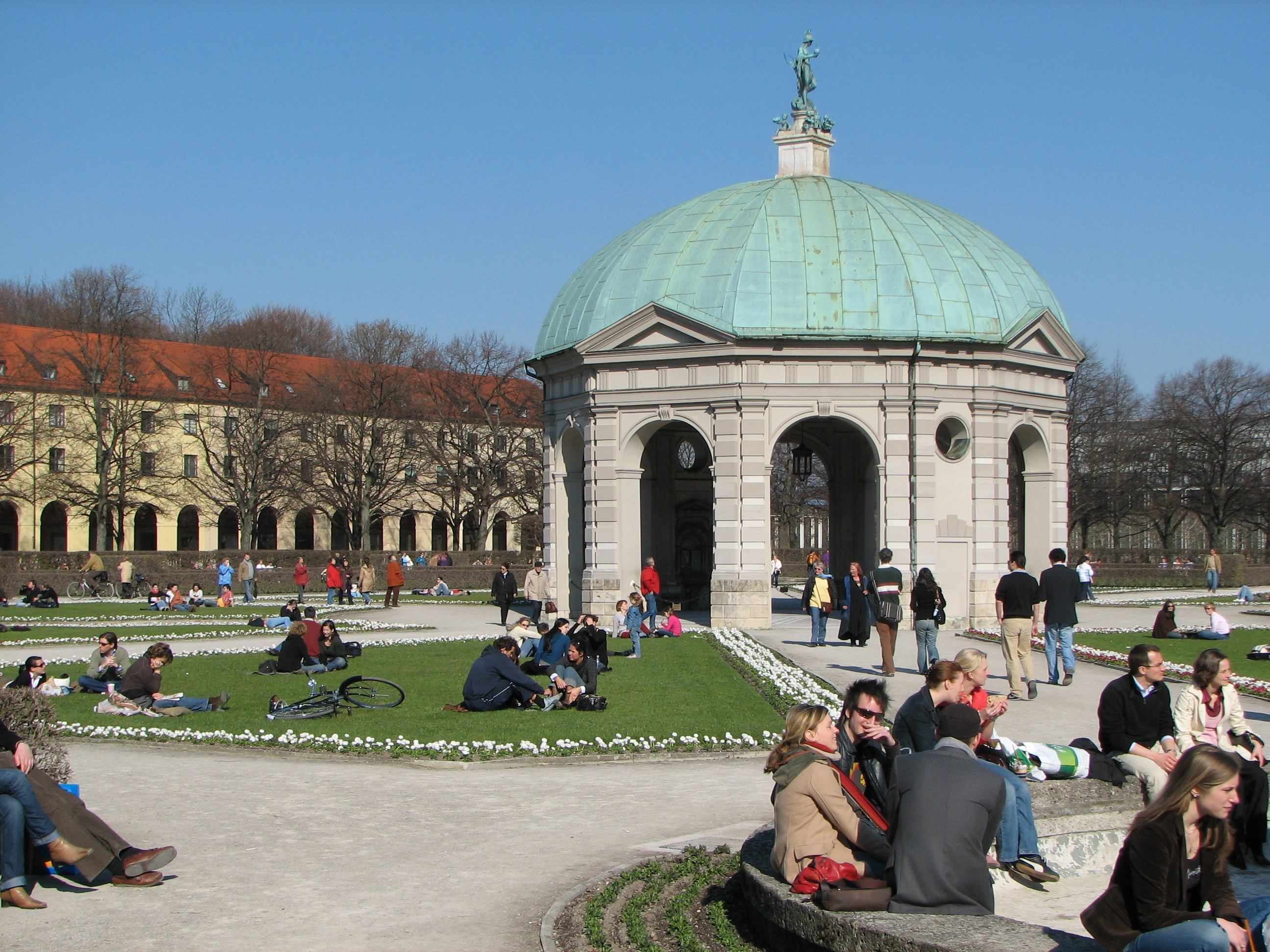
معبد دیانا در هافگارتن
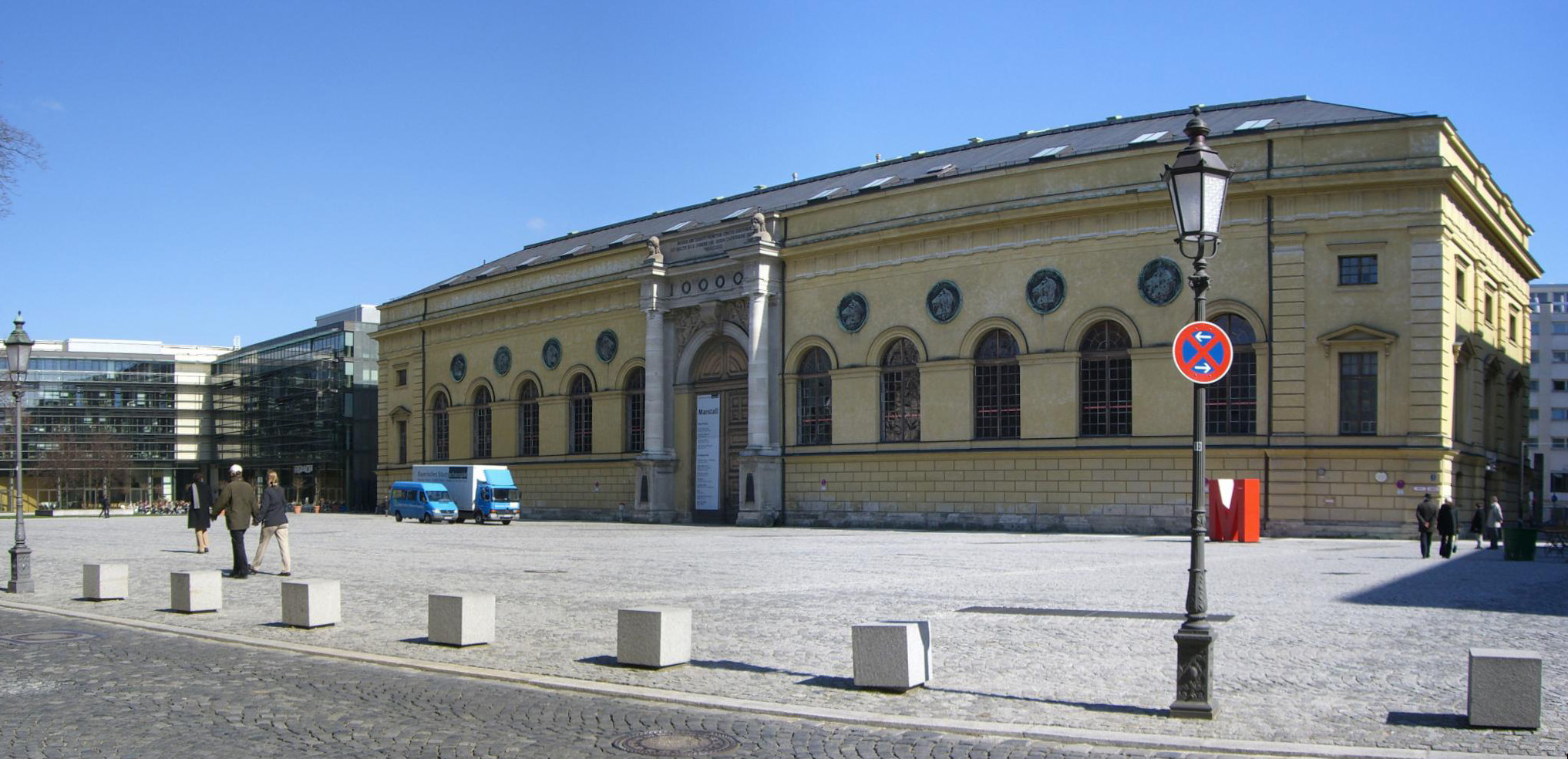
مارستال (اصطبل سلطنتی)
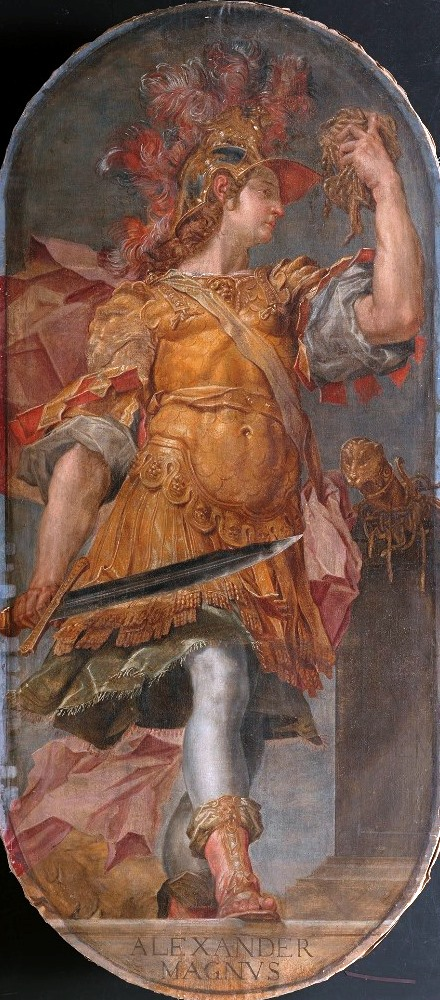
الکساندر بزرگ، دکوراسیون سقف توسط پیتر کاندید